# Semîhirea, Svitlovodsk
Semîhirea (în ucraineană Семигір'я) este un sat în comuna Hlînsk din raionul Svitlovodsk, regiunea Kirovohrad, Ucraina. În secolul al XIX-lea, satul făcea parte din volostul Hlînsk, uezdul Oleksandria.

## Demografie
Componența lingvistică a localității Semîhirea
     Ucraineană (96,09%)
     Rusă (2,34%)
     Română (1,56%)
Conform recensământului din 2001, majoritatea populației localității Semîhirea era vorbitoare de ucraineană (96,09%), existând în minoritate și vorbitori de rusă (2,34%) și română (1,56%).